# Raw Power (groupe)
Pour l'album des Stooges, voir Raw Power.
Raw Power est un groupe de punk hardcore italien, originaire de Reggio d'Émilie. Formé en 1981, il est l'un des groupes les plus importants de la scène punk hardcore italienne.

## Biographie

### Débuts (1979-1983)
Raw Power est formé en 1981 à Poviglio, à Reggio d'Émilie, en Italie, par les frères Mauro (chant) et Giuseppe Codeluppi (guitare). À travers les années, le groupe change de formation, les frères restant les seuls membres constants jusqu'à la mort de Giuseppe en 2002. Leur nom s'inspire du troisième album studio des Stooges. Auparavant, les frères Codeluppi jouaient dans un groupe local appelé Off Limits. Les autres membres issus de la première formation du groupe sont Silvio (guitare, chant), le bassiste Maurizio Dodi (du groupe punk Chelsea Hotel) et le batteur Helder Stefanini.
En 1983, ils enregistrent une démo 19 titres (souvent intitulée Brown Studio Tape) et deux chansons participent à la compilation, Raptus. La cassette comprend la chanson Fuck Authority, qui apparait dans la compilation punk de Maximumrocknroll, Welcome to 1984. Leur premier album, You Are the Victim, est publié en 1983 (ou 1984 selon les sources) au petit label italien indépendant Meccano Records. Raw Power participe encore avec deux chansons à la  compilation Raptus: Negazione e superamento (1984). 

### DeAfter Your BrainàReptile(1984-1998)
Un petit label BCT, originaire de San Diego, aux États-Unis, publie leur démo Brown Studio Tape en 1984. Grâce à leur contrat avec BCT , le groupe s'envole pour sa première tournée américaine entre août et septembre 1984. Le second guitariste Silvio est remplacé par Davide (ex-Chelsea Hotel) avant la tournée. En tournée américaine en 1984, le groupe joue à Los Angeles avec les Dead Kennedys. Ils sont soutenus par Bill Sassenberger, dirigeant du label Toxic Shock Records.Le groupe signe un contrat avec Bill, qui résulte en la sortie de l'album Screams from the Gutter. Il se vend à plus de 40 000 exemplaires en indépendant.
En 1986, Toxic Shock Records publie l'EP Wop Hour et l'album After Your Brain. En 1987, Raw Power participe à la compilation, Rat Music for Rat People, enregistré à San Francisco par le producteur Sylvia Massy au label CD Presents. Dans les années qui suivent, ils publient Mine to Kill (Southern Records, 1989), Live Danger (TVOR Records, 1991) et Too Tough to Burn (Contempo Records, 1992). Pendant leurs tournées américaines, Raw Power partage notamment la scène avec Circle Jerks, Adolescents, D.O.A., Bad Brains, Agnostic Front, Minor Threat, Dead Kennedys, et Suicidal Tendencies.
En 1995, ils enregistrent l'album Fight chez Godhead Records. Un clip en soutien à l'album est publié par MTV. Leur prochain album de Godhead s'intitule Live from the gutter, publié le 1er mars 1996 au Maffia Club de Reggio d'Émilie (Italie). En 1998, le groupe revient avec Bill et Toxic Shock, qui se rebaptise Toxic Ranch Records, publiant Reptile House.

### Still Screming After 20 Years(1999-2003)
Une autre tournée américaine est effectuée par le groupe, jusqu'à ce que Mauro soit hospitalisé à Indianapolis. Ses reins étaient obstrués et il devait être opéré. Quelques dates sont annulées à cause de la nature de la maladie.
En 2000, Raw Power publie leur nouvel album, Trust Me, chez Hello Records, un label que Patino, leur agence américaine de booking, a lancé. En 2001, le groupe tourne encore aux États-Unis, en soutien à la sortie de Trust Me. En 2002, Raw Power retourne en studio pour enregistrer Still Screaming After 20 Years, pour célébrer leur vingt ans d'existence. Peu après l'avoir terminé, le guitariste et membre fondateur, Giuseppe Codeluppi, succombe à une attaque cardiaque pendant un match de foot. Le groupe décide de continuer ses activités en sa mémoire.

### Dernières activités (depuis 2004)
Ils effectuent des tournées européennes entre 2004 et 2005. En 2005, le batteur Roberto est remplacé par Fabio pour des raisons de santé. En 2007, Tommi Prodi revient en remplaçant le guitariste Luca Carpi.
En 2012, le label F.O.A.D. Records rééditent les albums de Raw Power, à commencer par leur première démo, rebaptisée Birth.
En 2013, le groupe joue sans discontinuer en Europe. En 2014, ils publient leur nouvel album Tired and Furious, en soutien à leur trente ans d'existence,.

## Membres

### Membres actuels
- Mauro Codeluppi (MP) - chant
- Giuseppe Codeluppi - guitare
- Marco Massarenti - basse
- Paolo di Bernardo - guitare
- Gianmarco Agosti - batterie

### Anciens membres
- Tommi Prodi - guitare
- Davide Devoti - guitare
- Silvio Stefanini - guitare
- Niccolò Bossini - guitare
- Luca Carpi - guitare
- Maurizio Dodi - basse
- Alessandro Paolucci - basse
- Alessandro Ronchini (Ronko) - basse
- Helder Stefanini - batterie
- Paolo Casali - batterie
- Emanuele Castagneti - batterie
- Fabiano Bianco - batterie
- Roberto Colla - batterie
- Andrea Cavani - batterie
- Fabio Ferrari - batterie

## Discographie

### Cassette
- 1983 : Raw Power (Demo Self Rel. 1983)

### Albums studio
- 1983 : You Are the Victim (Meccano)
- 1983 : Screams from the Gutter (Toxic Shock)
- 1986 : After Your Brain (Toxic Shock)
- 1989 : Mine to Kill (Sonik Attack)
- 1993 : Too Tough to Burn (Contempo)
- 1995 : Fight (Godhead)
- 1998 : Reptile House (Mad Mob)
- 2001 : Trust Me (Hello)
- 2003 : Still Screaming, After 20 Years (Six Weeks)
- 2010 : Resuscitate (P.I.G.)
- 2014 : Tired and Furious

### EP
- 1985 : Wop Hour EP (Toxic Shock)
- 2001 : Raw Power / D.R.I. split EP (Killer Release 2001)
- 2012 : Raw Power / MDC / Naked Aggression / Som-Hinoise split EP

### Albums live
- Live In The U.S.A. (BCT 1985)
- Live Danger (T.V.O.R. 1991)
- Live From The Gutter (Godhead 1996)

### Singles
- Screams From the Gutter / After Your Brain (Westworld 1994)
- Burning the Factory (Grand Theft Audio 1996)
- The Hit List (Sudden Death 2004)
- Fuck Authority (S.O.A. 2005)
- The Reagan Years (Beer City 2010)
- Birth (F.O.A.D. 2012)
- You Are the Victim / God's Course (F.O.A.D. 2013)

### Compilations
- Raptus – LP (Meccano 1983)
- Music on Fire – TAPE (BCT 1983)
- Alcoholic for the Evil One – TAPE (Unknown 1983)
- Raptus 2: negazione e superamento – LP (Meccano 1984)
- Maximum rock'n'roll: Welcome to 1984 – LP (M.R.R. 1984)
- 4 Per Ⓐ//ⒶⒶ per tutti – 7" (Totò alle Prese coi Dischi 1984)
- I'm Buck Naked! –TAPE (BCT 1984)
- Last White Christmas – TAPE (BCT 1984)
- I Thrash, Therefore I Am – TAPE (BCT 1985)
- The raw power of life Vol.2 – TAPE (Unknown 1985)
- We can do whatever we want – LP (BCT 1986)
- World war III? – LP (Rot 1986)
- Eastern front III: live at Ruthie's inn – 2xLP (Restless 1986)
- I've got an attitude problem – 7" (BCT/Loony Toons 1987)
- Rat music for rat people Vol.3 – CD|LP (CD Presents Ltd. 1987)
- Decade of disaster – CD (Toxic Shock 1994)
- All for one…one for all – CD (Grand Theft Audio 1995)
- Punk territory Vol.7 – CD (Anthology/F.O.G. 1996)
- Network of friends Vol.2 – 2xLP (Plastic Bomb/Ataque Sonoro 1998)
- Street punkers – CD (Mania 1998)
- Rock sound sampler Vol.14 – CD (Rock Sound Mag. 1999)
- Bite the bullet – CD (Know 1999)
- Anarchy for money – CD (Detroit Noise 1999)
- Last white Christmas – CD (Schizophrenic 2000)
- I thrash, therefor i am – LP|CD (Schizophrenic/BCT/Human Stench 2000)
- Against your system – CD (Versus 2001)
- Uncage your punk side – CD (Dave 2001)
- Time to move – CD (No Brain 2001)
- Rock sound: punk rock Vol.14 – CD (Rock Sound Mag. 2002)
- Punkadeka compilation – CD (Punkadeka 2002)
- Hate love – 2xLP|2xCD (Lovehate80/S.O.A./Mele Marce 2005)
- Hate love – 2xLP|2xCD (Lovehate80/Valium/Agipunk 2006)
- Coverones – LP|CD (Tornado Ride 2007)
- S-hits! – CD (Tornado Ride/Senza Culo 2008)
- Mass prod. anniversary – LP (Mass Prod. 2008)
- Shut the fuck up and listen Vol.3 – 7" (P.I.G. 2011)
- The zombie pit – CD (P.I.G./Manic Pogo 2011)

## Documentaire
- Italian Punk Hardcore: 1980-1989 di Angelo Bitonto, Giorgio S. Senesi e Roberto Sivilia (2015)